# Klokánek pouštní
Klokánek pouštní (Caloprymnus campestris) též zvaný klokan stepní byl australský druh vačnatce z čeledi klokánkovití. Vyhynul roku 1935.

## Popis
Měl typický klokanovitý tvar těla, velikostí byl spíše podobný králíkovi. Délka těla se pohybovala mezi 25 a 28 centimetry, délka ocasu mezi 30 a 37 centimetry.

## Výskyt a vyhynutí
Klokánek pouštní byl velmi dobře přizpůsoben životu na poušti. První pozorování tohoto druhu pochází ze 40. let 19. století. Poté nebyl 90 let spatřen a dokonce byl už tehdy považován za vyhynulého. Roku 1931 byla Hedleyem Finlaysonem objevena prosperující populace. Při opětovných pozorováních již nebyla nalezena. Naposledy byl klokánek pouštní spatřen roku 1935. Od tohoro roku byla zaznamenána občasná neoficiální pozorování (v letech 1956, 1957, 1974, 1975). Roku 1994 byl znovuprohlášen za vyhynulého. Stále existují domněnky, že by mohla existovat malá doposud přežívající populace. Tyto domněnky se ale nepodařilo potvrdit. V Červeném seznamu IUCN je druh veden jako vyhynulý. Za příčiny vyhynutí jsou považovány zavlečené lišky obecné a kočky domácí a lov domorodými Austrálci.